# Villaralbo
Villaralbo is een gemeente in de Spaanse provincie Zamora in de regio Castilië en León met een oppervlakte van 22,05 km². Villaralbo telt 1.880 inwoners (1 januari 2016).